# Enniskillen
Enniskillen (Inis Ceithleann in gaelico irlandese) è una cittadina di 13 600 abitanti dell'Irlanda del Nord, capoluogo della contea di Fermanagh e situata nell'omonimo distretto.

## Storia
Attraversata dal fiume Erne, è conosciuta anche per la bomba dell'IRA che l'8 novembre 1987 uccise undici civili protestanti che partecipavano ad una cerimonia per i caduti della prima guerra mondiale.

## Curiosità
- La strage è menzionata nel DVD degli U2 Rattle and Hum, sia durante l'intervista di presentazione alla canzone Sunday Bloody Sunday sia durante la canzone stessa. Il cantante Bono condanna il gesto esprimendo anche il proprio disappunto per tutti gli irlandesi americani che durante il loro tour avvicinavano la band per esprimere la loro approvazione alla rivoluzione nel loro paese di origine.

- Anche la band heavy metal britannica Demon ha dedicato un brano alla strage, Remembrance Day (A Song For Peace), incluso nell'album Taking the World By Storm del 1989.

## Luoghi d'interesse
- Ardhowen Theatre
- Castle Coole
- Cole's Monument
- Castello di Enniskillen
- Portora Royal School
- St Macartin's Cathedral
- The Diamond and Town Hall
- The Clinton Centre
- St. Michael's College
- Collegiate Grammar School

## Amministrazione

### Gemellaggi
- Bielefeld, dal 1958

## Galleria d'immagini

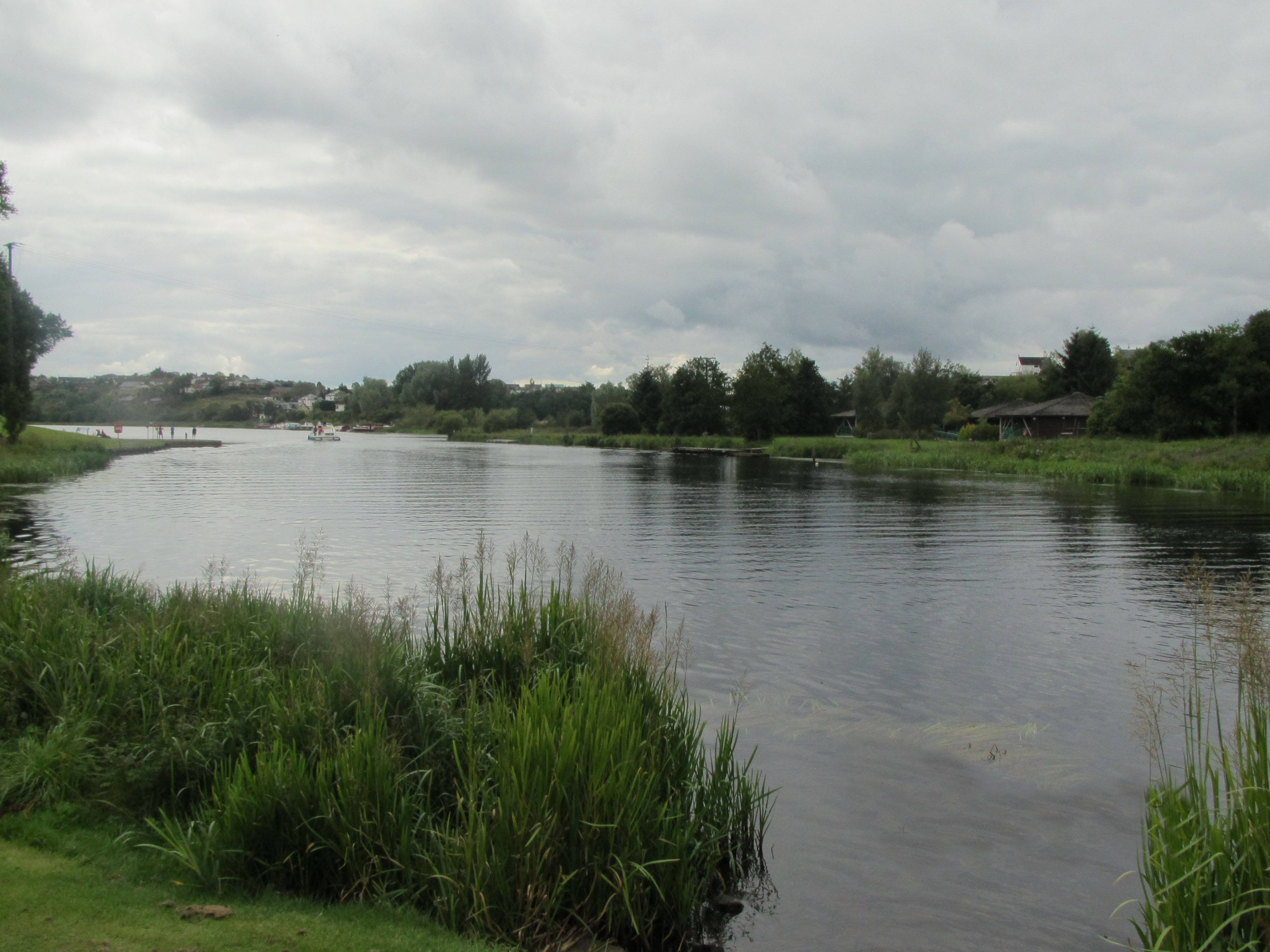
Il fiume Erne presso Enniskillen
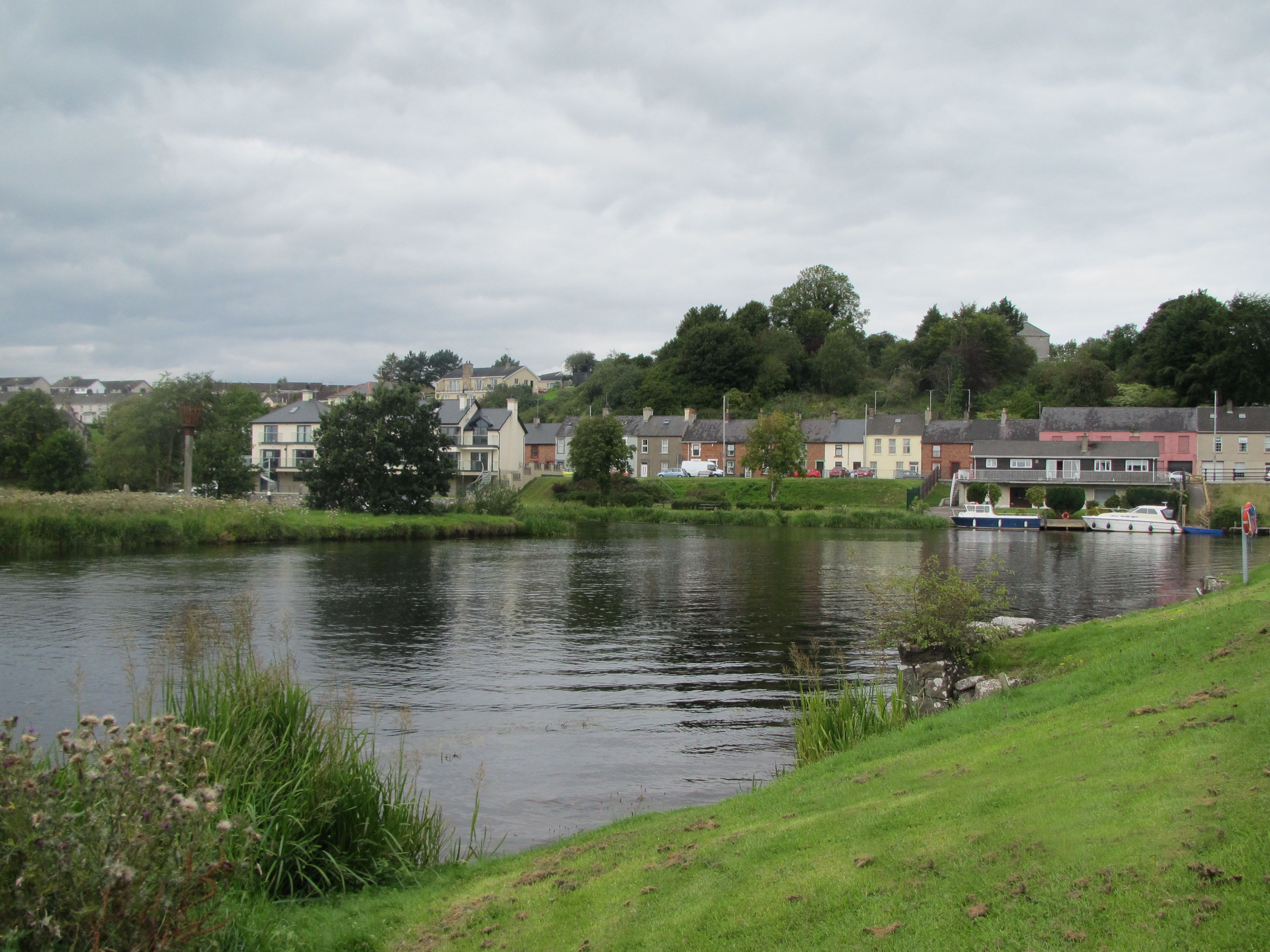
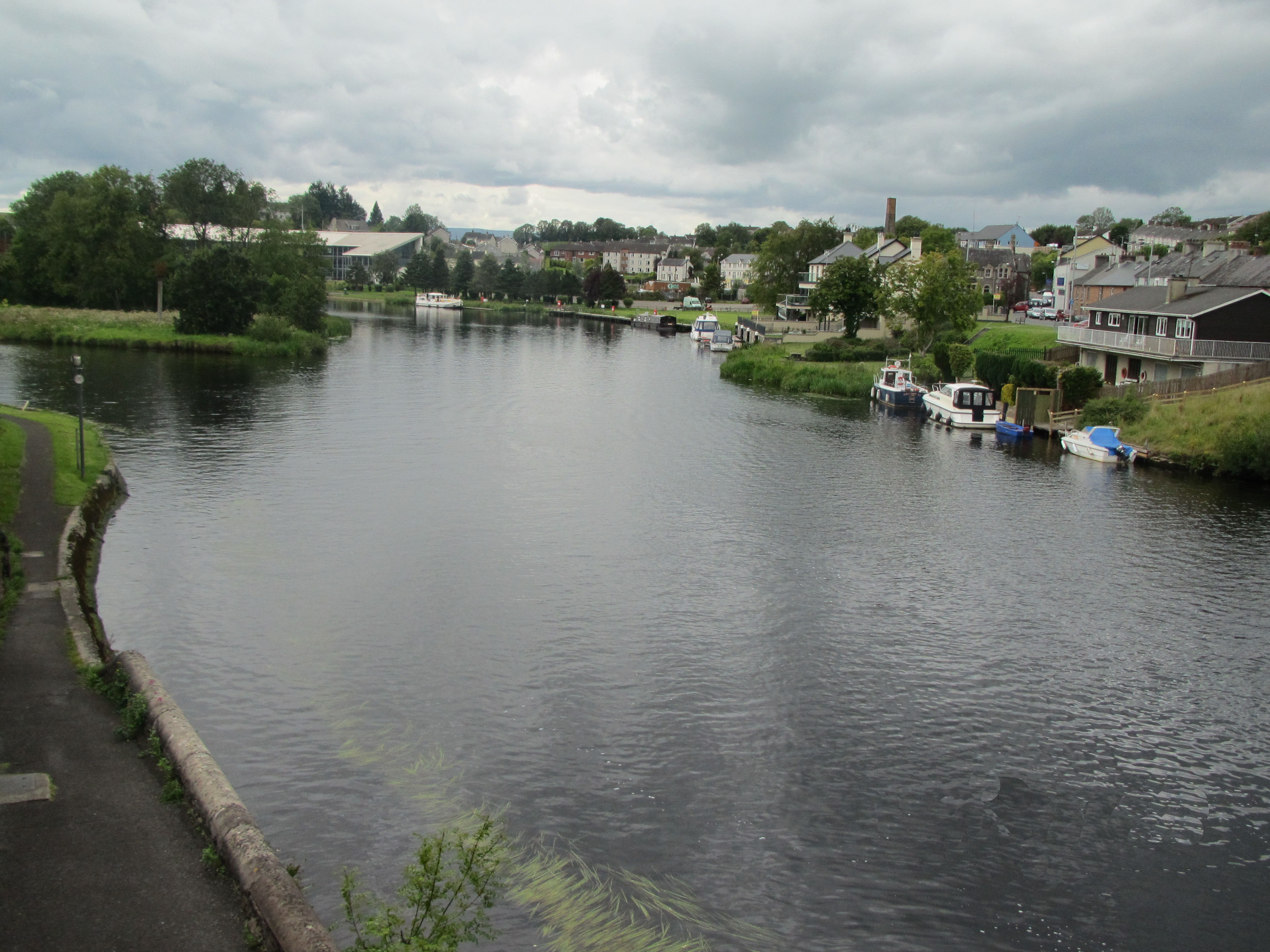
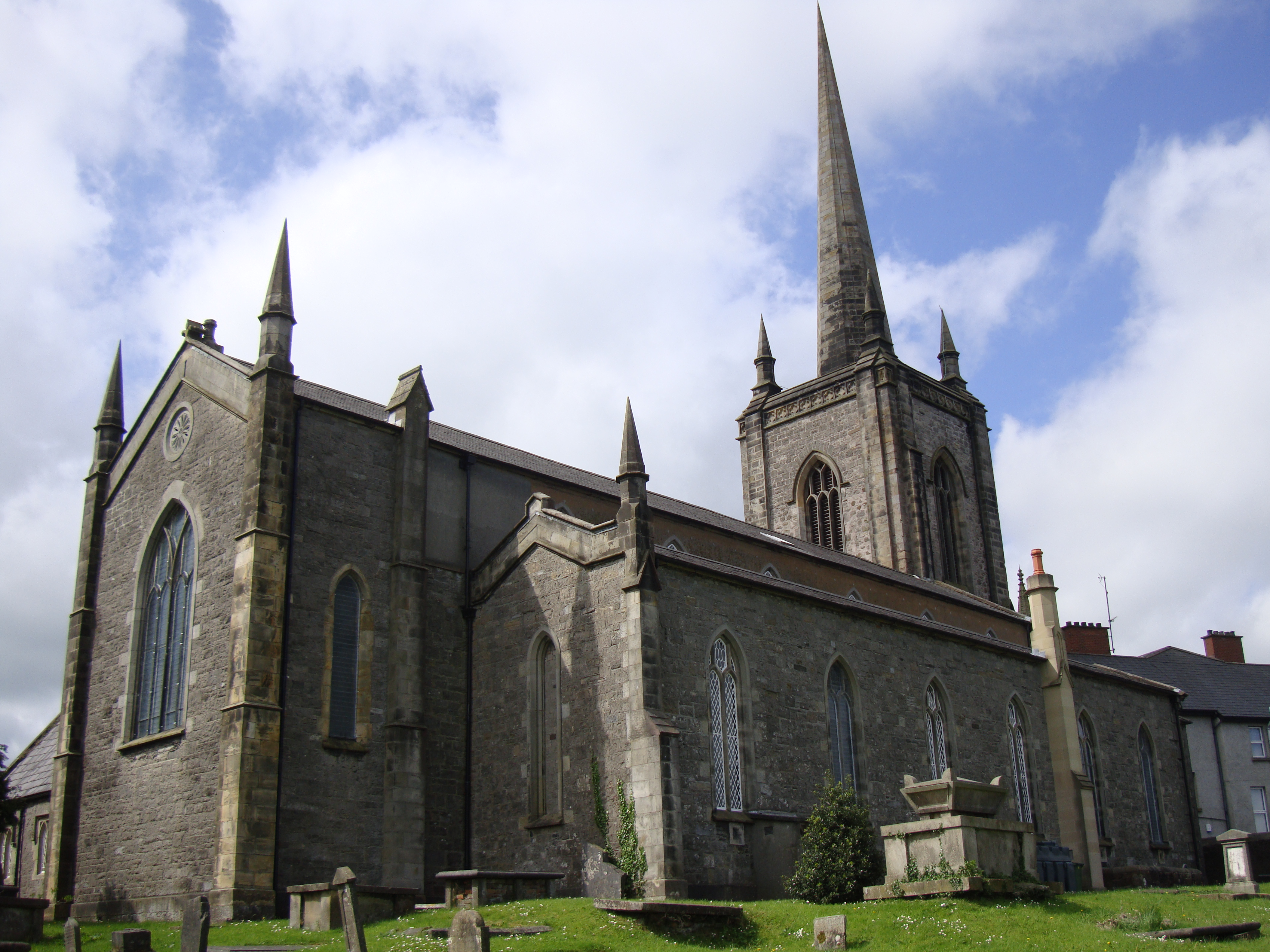
La cattedrale di Enniskillen